# Settimana Internazionale di Coppi e Bartali 2007
La Settimana Internazionale di Coppi e Bartali 2007, ventiduesima edizione della corsa e settima con questa denominazione, valida come evento del circuito UCI Europe Tour 2007 categoria 2.1, si svolse in Emilia-Romagna su quattro tappe più due semitappe dal 27 al 31 marzo 2007 da Riccione a Sassuolo, su un percorso totale di circa 772,55 km. Fu vinto dall'italiano Michele Scarponi che terminò la gara con il tempo di 19 ore 43 minuti e 36 secondi, alla media di 39,163 km/h.
Al traguardo di Sassuolo 105 ciclisti completarono la gara.

## Tappe
| Tappa  | Data     | Percorso                                              | km     | Vincitore di tappa   | Leader cl. generale  |
| ------ | -------- | ----------------------------------------------------- | ------ | -------------------- | -------------------- |
| 1ª-1ª  | 27 marzo | Riccione > Riccione                                   | 95,2   | Alessandro Bertolini | Alessandro Bertolini |
| 1ª-2ª  | 27 marzo | Misano Adriatico > Misano Adriatico (cron. a squadre) | 11,8   | Predictor-Lotto      | Pavel Brutt          |
| 2ª     | 28 marzo | Castel San Pietro Terme > Faenza                      | 175,6  | Michele Scarponi     | Luca Pierfelici      |
| 3ª     | 29 marzo | Scandiano > Serramazzoni                              | 165,9  | Danilo Di Luca       | Luca Pierfelici      |
| 4ª     | 30 marzo | Carpi > Finale Emilia                                 | 194    | Robert Förster       | Luca Pierfelici      |
| 5ª     | 31 marzo | Casalgrande > Sassuolo                                | 168,9  | Riccardo Riccò       | Michele Scarponi     |
| Totale | Totale   | Totale                                                | 772,55 |                      |                      |

## Squadre e corridori partecipanti
| N.      | Cod. | Squadra                      |
| ------- | ---- | ---------------------------- |
| 1-8     | QSI  | Quick Step-Innergetic        |
| 11-18   | LAM  | Lampre-Fondital              |
| 21-28   | MRM  | Team Milram                  |
| 31-38   | A2R  | AG2R Prévoyance              |
| 41-48   | AST  | Astana Team                  |
| 51-58   | PRL  | Predictor-Lotto              |
| 61-68   | LIQ  | Liquigas                     |
| 71-78   | TMO  | T-Mobile Team                |
| 81-88   | SDV  | Saunier Duval-Prodir         |
| 91-98   | GST  | Gerolsteiner                 |
| 101-108 | ASA  | Acqua & Sapone-Caffè Mokambo |
| 111-118 | PAN  | Ceramiche Panaria-Navigare   |
| 121-128 | FLM  | Ceramica Flaminia            |

| N.      | Cod. | Squadra                         |
| ------- | ---- | ------------------------------- |
| 131-138 | CLM  | Serramenti PVC Diquigiovanni    |
| 141-148 | LPR  | LPR                             |
| 151-158 | NIC  | Navigators Insurance Cycling T. |
| 161-168 | TCS  | Tinkoff Credit Systems          |
| 171-178 | OTC  | OTC Doors-Lauretana             |
| 181-188 | BAR  | Barloworld                      |
| 191-198 | TEN  | Tenax-Menikini                  |
| 201-208 | VBG  | Volksbank-Vorarlberg            |
| 211-218 | AUR  | Aurum Hotels                    |
| 221-228 | MIE  | Miche                           |
| 231-238 | AMO  | Amore & Vita-McDonald's         |
| 241-248 | UCE  | Universal Caffè-Ecopetrol       |

## Dettagli delle tappe

### 1ª tappa-1ª semitappa
- 27 marzo: Riccione > Riccione – 95,2 km

Risultati
| Pos. | Corridore            | Squadra       | Tempo    |
| ---- | -------------------- | ------------- | -------- |
| 1    | Alessandro Bertolini | Diquigiovanni | 2h12'20" |
| 2    | Pavel Brutt          | Tinkoff       | s.t.     |
| 3    | Luca Pierfelici      | Aurum Hotels  | s.t.     |

| Pos. | Corridore            | Squadra       | Tempo    |
| ---- | -------------------- | ------------- | -------- |
| 1    | Alessandro Bertolini | Diquigiovanni | 1h56'29" |
| 2    | Pavel Brutt          | Tinkoff       | a 2"     |
| 3    | Luca Pierfelici      | Aurum Hotels  | a 4"     |

### 1ª tappa-2ª semitappa
- 27 marzo: Misano Adriatico > Misano Adriatico – Cronometro a squadre - 11,8 km

Risultati
| Pos. | Squadra         | Tempo  |
| ---- | --------------- | ------ |
| 1    | Predictor-Lotto | 13'39" |
| 2    | Team Milram     | a 6"   |
| 3    | T-Mobile Team   | a 9"   |

| Pos. | Corridore            | Squadra       | Tempo    |
| ---- | -------------------- | ------------- | -------- |
| 1    | Pavel Brutt          | Tinkoff       | 2h10'30" |
| 2    | Luca Pierfelici      | Aurum Hotels  | a 7"     |
| 3    | Alessandro Bertolini | Diquigiovanni | a 36"    |

### 2ª tappa
- 28 marzo: Castel San Pietro Terme > Faenza – 175,6 km

Risultati
| Pos. | Corridore        | Squadra       | Tempo    |
| ---- | ---------------- | ------------- | -------- |
| 1    | Michele Scarponi | Acqua & Sap.  | 6h39'26" |
| 2    | Riccardo Riccò   | Saunier Duval | a 2"     |
| 3    | Michael Rogers   | T-Mobile Team | a 9"     |

| Pos. | Corridore        | Squadra       | Tempo    |
| ---- | ---------------- | ------------- | -------- |
| 1    | Luca Pierfelici  | Aurum Hotels  | 6h25'27" |
| 2    | Michele Scarponi | Acqua & Sap.  | a 4"     |
| 3    | Michael Rogers   | T-Mobile Team | s.t.     |

### 3ª tappa
- 29 marzo: Scandiano > Serramazzoni – 165,9 km

Risultati
| Pos. | Corridore         | Squadra       | Tempo    |
| ---- | ----------------- | ------------- | -------- |
| 1    | Danilo Di Luca    | Liquigas      | 4h23'07" |
| 2    | Riccardo Riccò    | Saunier Duval | s.t.     |
| 3    | Aleksandr Efimkin | Barloworld    | s.t.     |

| Pos. | Corridore        | Squadra       | Tempo     |
| ---- | ---------------- | ------------- | --------- |
| 1    | Luca Pierfelici  | Aurum Hotels  | 11h02'33" |
| 2    | Michele Scarponi | Acqua & Sap.  | a 2"      |
| 3    | Michael Rogers   | T-Mobile Team | a 9"      |

### 4ª tappa
- 30 marzo: Carpi > Finale Emilia – 194 km

Risultati
| Pos. | Corridore      | Squadra       | Tempo    |
| ---- | -------------- | ------------- | -------- |
| 1    | Robert Förster | Gerolsteiner  | 4h24'34" |
| 2    | Elia Rigotto   | Milram        | s.t.     |
| 3    | André Greipel  | T-Mobile Team | s.t.     |

| Pos. | Corridore        | Squadra       | Tempo     |
| ---- | ---------------- | ------------- | --------- |
| 1    | Luca Pierfelici  | Aurum Hotels  | 15h27'07" |
| 2    | Michele Scarponi | Acqua & Sap.  | a 2"      |
| 3    | Michael Rogers   | T-Mobile Team | a 9"      |

### 5ª tappa
- 31 marzo: Casalgrande > Sassuolo – 168,9 km

Risultati
| Pos. | Corridore        | Squadra       | Tempo    |
| ---- | ---------------- | ------------- | -------- |
| 1    | Riccardo Riccò   | Saunier Duval | 4h16'33" |
| 2    | Michele Scarponi | Acqua & Sap.  | s.t.     |
| 3    | Mirco Lorenzetto | Milram        | a 21"    |

| Pos. | Corridore        | Squadra       | Tempo     |
| ---- | ---------------- | ------------- | --------- |
| 1    | Michele Scarponi | Acqua & Sap.  | 19h43'36" |
| 2    | Riccardo Riccò   | Saunier Duval | a 8"      |
| 3    | Luca Pierfelici  | Aurum Hotels  | a 25"     |

## Classifiche finali

### Classifica generale
| Pos. | Corridore         | Squadra         | Tempo     |
| ---- | ----------------- | --------------- | --------- |
| 1    | Michele Scarponi  | Acqua & Sap.    | 19h43'36" |
| 2    | Riccardo Riccò    | Saunier Duval   | a 8"      |
| 3    | Luca Pierfelici   | Aurum Hotels    | a 25"     |
| 4    | Michael Rogers    | T-Mobile Team   | a 34"     |
| 5    | Morris Possoni    | Lampre          | a 56"     |
| 6    | Josep Jufré       | Predictor-Lotto | a 1'01"   |
| 7    | Mirco Lorenzetto  | Milram          | a 1'03"   |
| 8    | Massimo Giunti    | Miche           | a 1'04"   |
| 9    | Kanstancin Siŭcoŭ | Barloworld      | a 1'07"   |
| 10   | Danilo Di Luca    | Liquigas        | a 1'12"   |